# 礒野佑子
礒野 佑子（いその ゆうこ、1978年9月12日 - ）は、NHKのアナウンサー。

## 人物
栃木県宇都宮市出身。栃木県立宇都宮女子高等学校を経て、立教大学法学部卒業。2002年、NHK入局。

## 嗜好・挿話
- 趣味はコンサート・観劇観賞。
- 札幌放送局時代には同局の2代目地上デジタル放送推進大使「アナレンジャー」を務めた。
- ナレーションを担当していた『鑑賞マニュアル 美の壺』番組公式サイト内「礒野佑子のツボトーク」（2011年9月29日）の中で、挙式（婚姻）したことを明かした。一女の母[1]。

## 現在の担当番組
- テレビで中国語→中国語!ナビ（ナレーション）
- 高橋源一郎の飛ぶ教室（司会、2022年4月 - ）
- 伊集院光の百年ラヂオ（司会、2023年4月 - ）
- 首都圏・関東甲信越のニュース

## 過去の担当番組
山形放送局時代（2002年度 - 2004年度）
- ニュースワイドやまがた

札幌放送局時代（2005年度 - 2006年度）
- ほくほくテレビ（2005・2006年度）
- さわやか自然百景 - ナレーション
- 我が家に地デジがやってきた（2006年6月1日、NHKと民放5社（HBC、STV、HTB、UHB、TVH）共同制作）

東京アナウンス室時代（2007年度 - 2016年度）
- NHKニュースおはよう日本
  - 平日5時台・7 - 8時台 （2008年度）
  - 土・日曜日・祝日（2007年度）
  - 平日5 - 6時台（北郷三穂子アナウンサーの夏休み代役、塚原泰介と担当。2006年8月）
- わくわく授業 わたしの教え方 - ナレーション（2007年度）
- 月刊とれたてマイビデオ（2008年度）
- NHKスペシャル
  - 「介護保険が“使えない”〜10年目の検証〜」（2009年4月29日（水）15:05 - 15:55 総合/デジタル総合）
  - 「首都直下地震 見逃された危機」（2009年9月1日） - ナレーション
- NHK週刊ニュース（2009年10月31日放送分、古野晶子アナウンサーの代理）
  - 「菅VS小沢 民主党はどこへ」（2010年9月19日） - ナレーション
- 世界の名峰グレートサミッツ（2010年1月 - 2013年2月） - ナレーション
- 大河ドラマ天地人「天地人紀行」
- 着信御礼!ケータイ大喜利（2010年3月21日）
- ハイビジョン特集「日本のいちばん長い夏」（2010年7月31日） - ナレーション
- ちょっと変だぞ日本の自然「大ピンチ！ふるさと激変スペシャル」（2010年8月18日） - 司会
- 鑑賞マニュアル 美の壺（2011年4月 - 2014年3月） - ナレーション
- 芸術劇場
- エデュカチオ!（2013年4月 - 2014年3月）
- 首都圏ネットワーク（2014年8月25日 - 29日） ※橋本奈穂子アナウンサーの夏季休暇に伴う代理
- Nスペ5min. シリーズ キラーストレス（2016年6月18日） - ナレーション
- NEXT 未来のために 奪われる故郷の墓 福島 “加速化”する復興の影で（2016年9月3日） - ナレーション
- ニュース・気象情報（不定期：平日の午後2時、午後3時、午後4時）
- 100分de名著（2016年4月 - 2017年3月） - MC
- ETV特集 - ナレーション（不定期）
- 証言記録 兵士たちの戦争 - ナレーション（不定期）
- 「コズミックフロント〜発見!驚異の大宇宙〜」（2011年4月 - 、NHK BSプレミアム） - ナレーション
- ワイルドライフ  - ナレーション（隔週）

宇都宮放送局時代（2017年度 - 2019年度）
- BS1スペシャル「被曝（ばく）の森2018」（2018年6月17日）
- いつか来る日のために 証言記録スペシャル「震災を伝える」（2018年9月2日） - 司会
- ヨーロッパ・魅惑の島紀行（2018年9月26日） - ナレーション
- とちぎ640（2017年4月3日 - 2020年3月） - キャスター ※加藤成史アナウンサーとの隔週。
- NHKスペシャル「“黒い津波” 知られざる実像」（2019年3月3日） - ナレーション

東京アナウンス室時代（2度目）（2020年度 - ）
- ニュース シブ5時 （久保田祐佳アナウンサーの代理キャスター、2022年2月2日・3日）
- どーも、NHK（2020年4月5日 - 2022年3月）
- NHKスペシャル - 語り
  - 新・幕末史 グローバル・ヒストリー - 語り
    - 「第1集 幕府vs列強 全面戦争の危機」（2022年10月16日）
    - 「第2集 戊辰戦争 狙われた日本」（2022年10月23日）

  - 臨界世界 -ON THE EDGE- 女性兵士 絶望の戦場（2025年2月23日）
- うまいッ!（塚原愛アナウンサーの代理出演、2022年10月24日 - 31日）
- 新・幕末史 完全版（2023年1月3日、NHK総合） - 語り
- コズミック フロント（2020年10月8日 - 2022年3月、2023年4月 - 11月） - ナレーター